# Parabolus calceus
Parabolus calceus – gatunek dwuparca z rzędu Spirobolida i rodziny Pachybolidae.
Gatunek ten opisany został w 2011 roku przez Henrika Enghoffa. Lokalizacją typową jest Gedi w górach Kenii.
Holotyp tego dwuparca ma tułów złożony z 57 pierścieni, długość 140 mm i szerokość 13,4 mm. Na każde pole oczne przypada 41-44 oczu prostych ułożonych w 6 poziomych seriach. Szwy oddzielające tergity od pleurytów widoczne są na prozonitach, mezozonitach i metazonitach pierścieni tułowia. Na spodzie mezozonitów występują ukośne, a na spodzie metazonitów podłużne rowki. Powierzchnia collum i pozostałej części tergitów jest gładka. U samców odnóża szóstej i siódmej pary mają płaty biodrowe, a ósmej i dziewiątej pary przekształcone są w gonopody. Przednie z gonopodów cechują m.in. bardzo długie wyrostki pośrodkowo-odsiebne na koksytach, wyraźne ramię odsiebno-boczne biodra, brak nachodzących na siebie środkowych płatów telopoditów. Tylną parę gonopodów charakteryzuje m.in. brak smukłego wyrostka wierzchołkowego oraz człon końcowy silnie wklęsły odsiebno-bocznie w profilu i wyposażony w delikatnie piłkowaną listewkę pośrodkowo-nasadową. Odnóża samców od piątej pary wzwyż mają po jednej parze dużych szczecin na stronie brzusznej.
Wij afrotropikalny, znany wyłącznie z dwóch stanowisk w południowo-wschodniej Kenii.